# Lutjanus campechanus
Lutjanus campechanus (Poey, 1860), chamado vermelho no Brasil ou  “luciano-do-golfo” em Portugal (e chamado “pargo” em espanhol e “red snapper” em inglês), é uma espécie de peixe da família Lutjanidae muito comum no golfo do México, mas também encontrável na costa leste dos Estados Unidos e por vezes até o norte da América do Sul. É em geral confundido com a espécie próxima Lutjanus purpureus, também chamada “vermelho” no Brasil e antes considerada a mesma espécie. É mais comumente encontrado em tamanhos de até 60 cm; muito popular como alimento e também na pesca recreativa.